# Karen Ibasco
Karen Santos Ibasco (Ciudad de Manila, Filipinas, 17 de diciembre de 1990) es una física filipina y reina de belleza, que ganó los títulos Miss Filipinas Tierra 2017 y Miss Tierra 2017.

## Biografía
Ibasco estudió en Hope Christian High School en Manila y habla chino con fluidez. Obtuvo su licenciatura y maestría en física aplicada en la física médica en la Universidad de Santo Tomás en Filipinas, donde se graduó cum laude en ambos grados. También fue profesora en la Facultad de Ciencias de la Universidad de Santo Tomás y trabajó como física médica en el Centro Médico St. Luke's de Global City.

## Concursos de belleza
Ibasco fue candidata en el concurso Miss Filipinas 2016. Ibasco participó y ganó en Miss Filipinas Tierra 2017 el 15 de julio de 2017 en el Mall of Asia Arena en Pásay y se ganó el derecho de representar a Filipinas en el concurso Miss Tierra 2017.
Ibasco representó a Filipinas en el concurso Miss Tierra 2017 celebrado en Filipinas, donde finalmente fue coronada como Miss Tierra 2017 por la saliente Miss Tierra 2016 Katherine Espín de Ecuador. Ella es la cuarta filipina en ganar la corona de Miss Tierra y la tercera en los últimos cuatro años.